# A magyar női labdarúgó-válogatott 2012. június 20-i mérkőzése
Előző mérkőzés - Következő mérkőzés
A magyar női labdarúgó-válogatott Európa-bajnoki-selejtező mérkőzése Belgium ellen, 2012. június 20-án. A találkozót a vendég belgák nyerték 3–1-re.

## Előzmények
| „             | Nagyon becsületesen szerepeltünk a tavasz folyamán, de hazai pályán egyetlen bravúrt sem tudtunk elérni. A lányok érezhetően nagyon szeretnének bizonyítani, motiválólag hat az is, hogy ősszel, Belgiumban közel jártunk a pontszerzéshez, csak egy hajrában kapott góllal kaptunk ki kettő-egyre, most szeretnénk revánsot venni a meglepetésre nagyszerűen szereplő belga válogatotton. | ” |
| – Kiss László | |   |

## Keretek
Az előző izlandiak elleni mérkőzéshez képest egy változás történt. Rácz Zsófia térdsérülés miatt kimaradt a keretből és helyére Tóth II Alexandra került.
| Magyarország      | Magyarország | Magyarország | Magyarország       |
| Név               | Kor          | Vál./Gól     | Klub               |
| ----------------- | ------------ | ------------ | ------------------ |
| Szőcs Réka        | 22 éves      | 31 / 0       | MTK Hungária       |
| Papp Eszter       | 22 éves      | 5 / 0        | Viktória FC        |
| Szeitl Szilvia    | 25 éves      | 36 / 0       | 1. FC Femina       |
| Demeter Réka      | 20 éves      | 17 / 0       | MTK Hungária       |
| Gál Tímea         | 27 éves      | 42 / 0       | Volosz             |
| Szabó Boglárka    | 19 éves      | 13 / 0       | Astra Hungary FC   |
| Tálosi Szabina    | 23 éves      | 33 / 3       | Viktória FC        |
| Megyeri Boglárka  | 24 éves      | 14 / 1       | Viktória FC        |
| Tóth II Alexandra | 21 éves      | 24 / 0       | Viktória FC        |
| Smuczer Angéla    | 30 éves      | 72 / 1       | MTK Hungária       |
| Sipos Lilla       | 19 éves      | 19 / 4       | Viktória FC        |
| Szuh Erika        | 22 éves      | 19 / 1       | Lokomotive Leipzig |
| Csiszár Henrietta | 18 éves      | 7 / 0        | Ferencvárosi TC    |
| Papp Dóra         | 21 éves      | 13 / 1       | MTK Hungária       |
| Pádár Anita       | 33 éves      | 96 / 31      | MTK Hungária       |
| Dombai-Nagy Anett | 32 éves      | 69 / 28      | Astra Hungary FC   |
| Vágó Fanny        | 20 éves      | 37 / 15      | MTK Hungária       |
| Zágor Bernadett   | 22 éves      | 19 / 1       | MTK Hungária       |

| Belgium | Belgium | Belgium  | Belgium |
| Név     | Kor     | Vál./Gól | Klub    |
| ------- | ------- | -------- | ------- |

 megjegyzés: Az adatok a mérkőzés napjának megfelelőek!

## Az összeállítások
| 2012. június 20. 17:00 (UTC+0) |

| Magyarország    | 1 – 3   | Belgium                          |
| --------------- | ------- | -------------------------------- |
| Dombai-Nagy 19' | (1 – 1) | Mermans 13' Cayman 65' Wiard 77' |

| Szombathely Játékvezető: Tanja Schett (AUT) |

| Magyarország | Belgium |

| MAGYARORSZÁG:        |    |                   |         |
|                      |    |                   |         |
| K                    | 1  | Szőcs Réka        |         |
| V                    | 2  | Demeter Réka      |         |
| V                    | 9  | Szeitl Szilvia    |         |
| V                    | 18 | Tálosi Szabina    |         |
| V                    | 5  | Gál Tímea         |         |
| VKP                  | 3  | Csiszár Henrietta |         |
| VKP                  | 6  | Smuczer Angéla    |         |
| TKP                  | 11 | Dombai-Nagy Anett | 80'     |
| TKP                  | 23 | Szuh Erika        | 61' 67' |
| TKP                  | 21 | Zágor Bernadett   | 67'     |
| CS                   | 10 | Vágó Fanny        |         |
| Cserék:              |    |                   |         |
| K                    | 12 | Papp Eszter       |         |
| V                    | 4  | Tóth II Alexandra |         |
| CS                   | 7  | Sipos Lilla       | 67'     |
| CS                   | 8  | Pádár Anita       | 67'     |
| KP                   | 16 | Szabó Boglárka    |         |
| KP                   | 19 | Megyeri Boglárka  |         |
| KP                   | 20 | Papp Dóra         | 80'     |
| Szövetségi kapitány: |    |                   |         |
| Kiss László          |    |                   |         |

| BELGIUM:             |    |                        |           |
|                      |    |                        |           |
| K                    | 1  | Kelly Ickmans          |           |
| V                    | 2  | Stefanie Van Broeck    |           |
| V                    | 4  | Maud Coutereels        |           |
| V                    | 5  | Inge Heiremans         |           |
| V                    | 6  | Julie Biesmans         |           |
| KP                   | 9  | Tessa Wullaert         |           |
| KP                   | 11 | Davina Philtjens       | 24' 60'   |
| KP                   | 10 | Aline Zeler            | 10'       |
| KP                   | 8  | Audrey Demoustier      |           |
| CS                   | 14 | Lien Mermans           | 78'       |
| CS                   | 20 | Janice Cayman          |           |
| Cserék:              |    |                        |           |
| K                    | 12 | Lynn Senaeve           |           |
| KP                   | 7  | Tóth Cécile De Gernier |           |
| KP                   | 13 | Kristien Elsen         | 90+2'     |
| KP                   | 15 | Marlies Verbruggen     |           |
| V                    | 16 | Lore Vanschoenwinkel   |           |
| KP                   | 18 | Laurence Marchal       | 78'       |
| KP                   | 19 | Annaelle Wiard         | 60' 90+2' |
| Szövetségi kapitány: |    |                        |           |
| Ives Serneels        |    |                        |           |

## A mérkőzés
| „             | El kell ismerni, hogy jobb volt az ellenfél, és megérdemelten nyerte meg a mérkőzést. Nekünk csak villanásaink voltak, az első félidőben elfogadhatóan futballoztunk, ekkor kiegyenlített volt a játék, a másodikban azonban már a belgák irányítottak. Az izlandi meccs után többet vártam a játékosoktól, sajnos ismét bebizonyosodott, hogy jelenleg egy félidős csapatunk van, így azonban nehéz mérkőzést nyerni a nálunk erősebb ellenfelekkel szemben. A leginkább azt sajnálom, hogy hazai pályán egyetlen bravúrt sem sikerült elérnünk a selejtezők során. | ” |
| – Kiss László | |   |